# Compagnie des phosphates de Constantine
La Compagnie des phosphates de Constantine est une société, fondée en 1894 par la Société générale des mines d'Algérie et de Tunisie, pour l'exploitation des gisements de phosphates et de chaux. Elle devient la Compagnie Minière et Phosphatière en 1963.

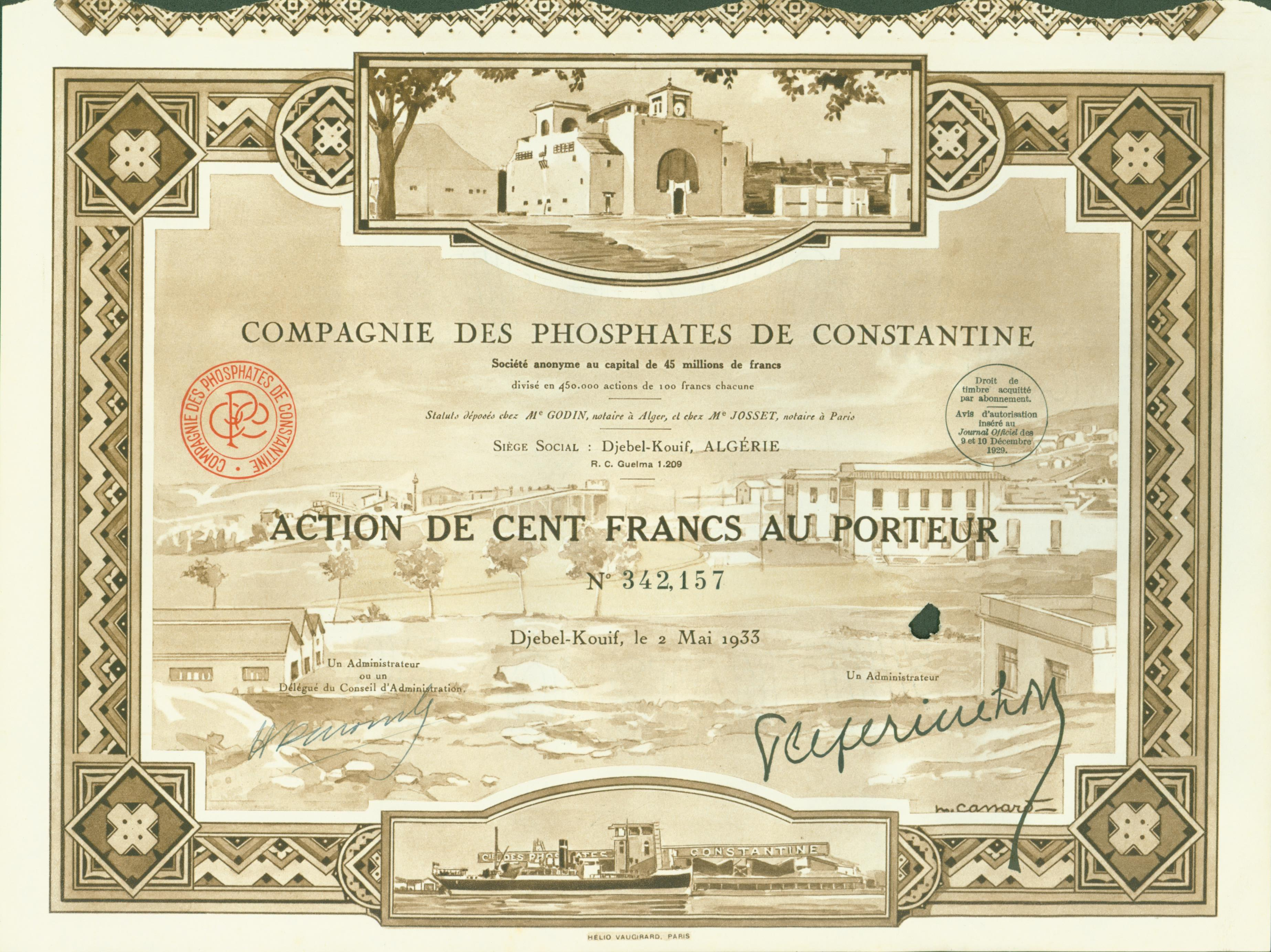
Action de la Cie. des Phosphates de Constantine en date du 2 mars 1933

## Sources
- patrons-de-france.fr